# ブリ半島

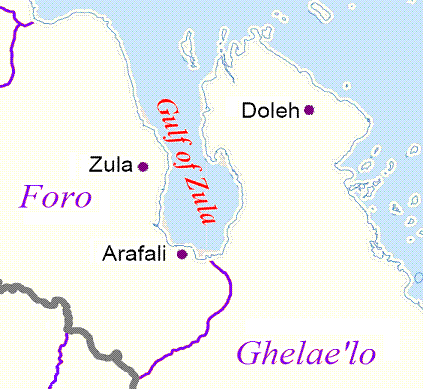
ズラ湾(Gulf of Zula)の東側に位置するブリ半島

ブリ半島（英語: Buri Peninsula） は紅海に面したエリトリア中北部・セメナウィ・ケイバハリ地方南部にある半島 。全域がゲレーロ地区に属する。北側にダフラク諸島が存在し、西側にズラ湾を持つ。マングローブと塩原に地理的特徴がある。ドゥルー、ブルテリ、フォロクル、メケンニル、アリバラト、ランマガディ、クロト、インゲル、ディレンミ、フォロクル、ガンデリ等の集落が存在する。中央部の付け根にアサーイラ、東側の付け根にゲレーロ地区の行政府所在地ゲレーロが存在する。ダチョウ、マントヒヒ、アフリカノロバ等の野生動物の生息地として知られている。